# Yongsheng
Yongsheng of Yong-Shen (Chinees: 永胜 县, pinyin: Yǒngshèng xiàn, verlicht: eeuwigdurende overwinning) is een provincie onder het directe bestuur van de prefectuurstad Lijiang. Het ligt in het noorden van de provincie Yunnan, in het zuiden van de Volksrepubliek China. Het gebied is 5099 km² groot en de totale bevolking voor 2010 was meer dan 300.000 inwoners.

## Administratie
Yongsheng County is verdeeld in 15 steden die worden beheerd in 6 en 9 dorpen.